# Hans Clevers
Johannes Carolus (Hans) Clevers (Eindhoven, 27 maart 1957) is een Nederlands geneticus en arts. Hij is als hoogleraar Moleculaire Genetica verbonden aan het Universitair Medisch Centrum Utrecht en de Universiteit Utrecht. Van juni 2012 tot mei 2015 was hij president van de Koninklijke Nederlandse Akademie van Wetenschappen (KNAW). Clevers is groepsleider bij het Hubrecht Instituut voor ontwikkelingsbiologie en stamcelonderzoek en bij het Prinses Máxima Centrum voor kinderoncologie.
Clevers was een van de eersten die stamcellen liet uitgroeien tot kleine maar functionele miniatuurorganen genaamd organoïden. Hiervoor gebruikte hij aanvankelijk darmstamcellen. Organoïden worden wereldwijd gebruikt om de fysiologie en pathologie van organen te bestuderen en zijn een effectieve manier om gepersonaliseerde geneesmiddelen te ontwikkelen.

## Biografie
Clevers studeerde geneeskunde en biologie aan de Universiteit Utrecht en promoveerde in 1985. Daarna werkte hij als post-doc aan Harvard Universiteit. In 1991 werd Clevers hoogleraar immunologie aan het Universitair Medisch Centrum Utrecht. Hij deed baanbrekend onderzoek naar het ontstaan van darmkanker en aan darmstamcellen. Van 2002 tot 2020 was hij hoogleraar moleculaire genetica aan het UMC Utrecht en vanaf 2020 professor aan de Universiteit Utrecht.
Van 2002 tot 2012 was Hans Clevers directeur van het Hubrecht Instituut voor Ontwikkelingsbiologie en Stamcelonderzoek van de KNAW, waar hij tot op heden de onderzoeksgroep WNT Signaling and Cancer leidde. De wetenschapper ontdekte dat er vele overeenkomsten bestaan tussen de normale vernieuwing van darmweefsel en het ontstaan van darmkanker.
Hans Clevers is sinds 2000 lid van de Koninklijke Nederlandse Akademie van Wetenschappen (KNAW). Per 1 juni 2012 was hij de opvolger van Robbert Dijkgraaf als president van de KNAW. Onder zijn leiding ontstond bij de KNAW in 2014 de Akademie van Kunsten. In mei 2015 trad hij terug als KNAW-president; hij werd opgevolgd door José van Dijck. Om belangenconflicten te voorkomen trad Clevers terug als directeur van het Hubrecht Instituut maar zette hij zijn onderzoekswerk aan het Hubrecht Instituut voort. Daarnaast is Clevers honorary professor aan de Central South University in Changsha, Hunan, China. Van juni 2015 tot juni 2019 was hij wetenschappelijk directeur onderzoek bij het Prinses Máxima Centrum voor kinderoncologie.
Clevers heeft een tiental patenten op zijn naam staan en was betrokken bij de oprichting van de biotechnologiebedrijven Ubisys dat later fuseerde met Introgene tot Crucell, Semaia Pharmaceuticals dat werd overgenomen door Hybrigenics en Agamyxis BV. Hij was tot 2012 ook wetenschappelijk adviseur van investeringsmaatschappijen Life Science Partners, Aglaia Biomedical Ventures en Eclipse Therapeutics in San Diego.
Als wetenschapper ontving hij diverse, prestigieuze prijzen en onderscheidingen en werd benoemd tot Chevalier in het Franse Legion d'Honneur en Ridder in de Orde van de Nederlandse Leeuw.

## Onderscheidingen
Clevers ontving talrijke onderscheidingen voor zijn onderzoek:
- Erelid van de Utrechtse Biologen Vereniging (UBV)
- 2000: Catharijne-prize for medical science (Catharijneprijs voor medisch wetenschappelijk onderzoek)
- 2001: Award from the European Society for Clinical Investigation
- 2001: Spinozapremie
- 2004: Louis-Jeantet Prijs voor geneeskunde
- 2005: Katharine Berkan Judd Prijs
- 2005: Huibregtsenprijs voor Wetenschap en Samenleving[1]
- 2005: Benoemd tot “Chevalier de la Legion d'Honneur”
- 2006: Rabbi Shai Shacknai Memorial Prijs voor Immunologie en Kankeronderzoek
- 2008: Josephine Nefkens Prijs voor Kankeronderzoek (Erasmus MC Rotterdam)
- 2008: Meyenburg Cancer Research Award
- 2009: Dutch Cancer Society Award (Koningin Wilhelmina Onderzoeksprijs)
- 2010: United European Gastroenterology Federation (UEGF) Research Priz
- 2011: Ernst Jung-Preis für Medizin, de Association pour la Recherche sur le Cancer (ARC)
- 2011: Kolff-prijs
- 2012: Association pour la Recherche sur le Cancer (ARC) Léopold Griffuel Prijs
- 2012: William Beaumont prize of the American Gastroenterology Association
- 2012: Dr. A.H. Heinekenprijs voor de Geneeskunde
- 2012: Benoemd tot Ridder in de Orde van de Nederlandse Leeuw
- 2013: Breakthrough Prize in Life Sciences[2]
- 2014: Massachusetts General Hospital Award in Cancer Research
- 2014: Fellow of the AACR Academy
- 2014: Struyvenberg European Society for Clinical Investigation (ESCI) medal
- 2014: National Icon of the Netherlands
- 2015: ISSCR-McEwen Award for Innovation
- 2016: Prijs Akademiehoogleraren
- 2016: Kazemi Award for Research Excellence in Bio-Medicine
- 2016: Körber Eurpean Science Prize
- 2016: Swammerdam medaille, Amsterdam
- 2016: The Ilse & Helmut Wachter Award
- 2016: Pour le Mérite
- 2017: Princess Takamatsu Award of Merit
- 2017: Großes Verdienstkreuz mit Stern
- 2018: Academia Europaea Erasmus Medal
- 2019: Foreign Member of the Royal Society of London for Improving Natural Knowledge
- 2019: Honorary Fellow of the Royal Society of Edinburgh (UK)
- 2019: Keio Medical Science Prize of the Keio University (Japan)
- 2019: Citation Laureate, Web of Science Group

## Belangrijkste publicaties
Clevers heeft meer dan 700 publicaties op zijn naam staan die gezamenlijk meer dan 120.000 keer geciteerd zijn. Zijn publicaties staan op pubmed. Enkele van zijn belangrijkste publicaties zijn:
- M. van de Wetering e.a., Identification and cloning of TCF-1, a T cell-specific transcription factor containing a sequence-specific HMG box. EMBO J. 10:123-132 (1991)
- M. Molenaar e.a., Xtcf-3 Transcription factor mediates beta-catenin-induced axis formation in xenopus embryos. Cell 86: 391-399 (1996)
- V. Korinek e.a., Constitutive Transcriptional Activation by a beta-catenin-Tcf complex in APC-/- Colon Carcinoma. Science 275: 1784-1787 (1997)
- V. Korinek e.a., Depletion of epithelial stem cell compartments in the small intestine of mice lacking Tcf 4. Nat Genet 19: 379 383 (1998)
- M. van de Wetering, The beta catenin/TCF4 complex imposes a crypt progenitor phenotype on colorectal cancer cells. Cell 111: 241-250 (2002)
- N. Barker, Identification of stem cells in small intestine and colon by the marker gene LGR5. Nature 449: 1003-1007 (2007)
- T. Sato e.a., Single lgr5 gut stem cells build crypt-villus structures in vitro without a stromal niche. Nature 459 :262-265 (2009)
- J. Snippert e.a., Intestinal Crypt Homeostasis results from Neutral Competition between Symmetrically Dividing Lgr5 Stem Cells. Cell 143:134-44 (2010)
- T. Sato e.a., Paneth cells constitute the niche for Lgr5 stem cells in intestinal crypts. Nature 469: 415-418 (2011)
- W. de Lau e.a., Lgr5 homologues associate with Wnt receptors and mediate R-spondin signalling. Nature 476: 293-297 (2011)
- Li e.a., 'Wnt signaling inhibits proteasomal β-catenin degradation within a compositionally intact Axin1 complex', Cell 149: 1245-1256 (2012)
- B-K. Koo e.a., Tumour suppressor RNF43 is a stem cell E3 ligase that induces endocytosis of Wnt receptors. Nature 488: 665-669 (2012)
- M. van de Wetering e.a., Prospective derivation of a ‘Living Organoid Biobank’ of colorectal cancer patients. Cell 161: 933-945 (2015)
- J. Drost e.a., Sequential cancer mutations in cultured human intestinal stem cells. Nature 521: 43-47 (2015)
- H.F. Farin e.a., Visualization of a short-range Wnt gradient in the intestinal stem-cell niche. Nature 530, 340–343 (18 February 2016)
- H. Clevers e.a., Modeling development and disease with organoids. Cell 165:1586-1597 (2016)
- S.F. Boy e.a., Forskolin-Induced Swelling in Intestinal Organoids: An in vitro Assay for Assessing Drug Response in Cystic Fibrosis Patients. Journal of Visualized Experiments (JoVE) 120 (2017)
- J. Drost e.a., Use of CRISPR-modified human stem cell organoids to study the origin of mutational signatures in cancer. Science 10.1126/science.aao3130 (2017)
- N. Sachs e.a., Living Biobank of Breast Cancer Organoids Captures Disease Heterogeneity. Cell 172:373-386 (2018)
- S.F. Roerink e.a., Intra-tumour diversification in colorectal cancer at the single-cell level. Nature 556: 457-462 (2018)
- H. Hu e.a., Long-term expansion of functional mouse and human hepatocytes as 3D organoids. Cell 175:1591-1606 (2018)
- H. Gehart e.a., Identification of enteroendocrine regulators by real-time single-cell differentiation mapping. Cell 176: 1158-1173 (2019)
- F. Schutgens e.a., Tubuloids derived from human adult kidney and urine for personalized disease modeling. Nature Medicine 25: 838-849 (2019)
- C. Pleguezuelos-Manzano, J. Puschhof, A. Rosendahl Huber et al.: 'Mutational signature in colorectal cancer caused by genotoxic pks+ E. coli'. Nature 580, 269–273 (2020). Online version
- Y. Post, J. Puschhof, J. Beumer et al.: 'Snake Venom Gland Organoids'. Cell 180(2):233-247 (2020). Online version